# Mama Quilla
Mama Quilla of Mama Killa was de maangodin van de Inca's. Haar broer of man was de zonnegod Inti. Viracocha was haar vader. De aardgodin Mama Ocllo wordt als haar dochter beschouwd. De Incamythologie zegt dat uit Mama Quilla de eerste Incakeizer, de Sapa Inca, Manco Capac, voortkwam. Mama Quilla was ook verantwoordelijk voor het verstrijken van de tijd.
De belangrijkste vrouw van de Sapa Inca, Qoya genaamd, vertegenwoordigde de maangodin op aarde. In de late keizertijd en ten tijde van de Spaanse verovering was ze tevens de zuster van de Sapa Inca. Zij zorgde ervoor dat de rituele activiteiten in Cuzco overeenstemden met de maancyclus.
In de Coricancha (de zonnetempel) stond een zilveren beeld van haar. De tranen van de maan waren van zilver. Een maansverduistering was in de ogen van de Inca's een poging van een enorme hemelse slang of poema om Mama Quilla te verslinden. Ze kwamen dan bijeen op heilige plaatsen en maakten dan zo veel mogelijk lawaai om de monsters weg te jagen.